# Berbere
A berbere (Oromó: Barbaree), (Amhara: በርበሬ bärbäre, Tigrinya: በርበረ bärbärä) egy kelet-afrikai fűszerkeverék, ami az etióp és eritreai konyha egyik legfontosabb ízesítője. Összetevői többnyire a chilli, koriander, fokhagyma, gyömbér, bazsalikom, kerti ruta, ajovan, korarima (etióp kardamom), feketekömény, hosszúbors és görögszéna.  Ezek mellett gyakran tartalmaz csak Etiópiában ismert, termesztett és vadon növő fűszereket is.